# Lipa City

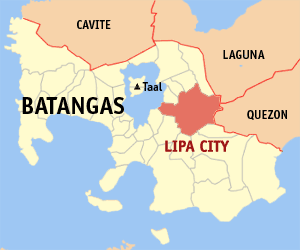
Lipa Citys läge i Batangas

Lipa City är en stad i Filippinerna som ligger i provinsen Batangas i regionen CALABARZON. Den har 218 447 invånare (folkräkning 1 maj 2000).
Staden är indelad i 72 smådistrikt, barangayer, varav 27 är klassificerade som landsbygdsdistrikt och 45 som tätortsdistrikt.